# Тораньская, Тереса
Тереса Славомира Тораньская (пол. Teresa Sławomira Torańska; 1 января 1944, Волковыск — 2 января 2013, Варшава) — польская журналистка и писательница. Получила известность благодаря книге «Они» (1985), основанной на интервью с бывшими лидерами Польской Народной Республики.

## Биография

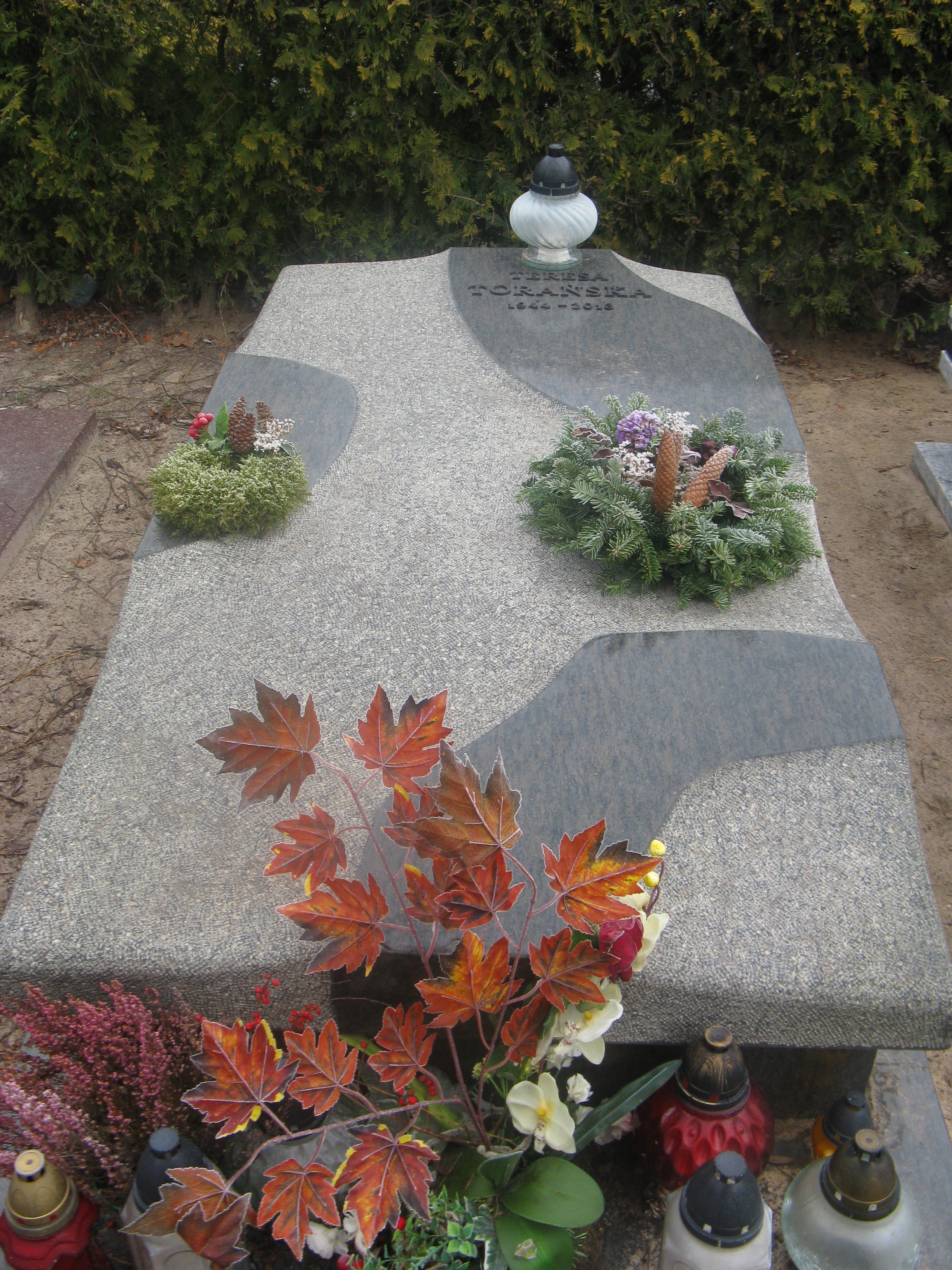
Могила Тересы Тораньской

Тереса Тораньская родилась 1 января 1944 года в оккупированном немцами Волковыске (ныне Гродненская область Белоруссии). После окончания войны вместе с семьёй переехала в Польшу. В 1966 году окончила юридический факультет Варшавского университета, а в 1969 году — журналистские курсы. Карьеру журналистки начала в редакции еженедельника «Argumenty», в 1973—1975 годах работала в ежемесячном журнале «Światowid», с 1975 года и до введения военного положения работала журналисткой в разделе социальных репортажей еженедельной газеты «Kultura». В 1985 году переехала в Париж, где работала в ежемесячном журнале польской эмиграции «Kultura». Позднее Тереса Тораньская жила в США, печаталась в «Granta», «L’Osservatore Romano», нью-йоркском польскоязычном издании «Nowy Dziennik» и других изданиях.
В 1985 году Тереса Тораньская опубликовала книгу «Они», в основу которой легли интервью с бывшими высокопоставленными коммунистическими деятелями Польской Народной Республики 1945—1956 годов. Её собеседниками были Эдвард Охаб, Якуб Берман, Роман Верфель, Стефан Сташевский и Юлия Минц, вдова Хилари Минца. Эта книга стала бестселлером и была переведена более чем на 10 языков. Критики сравнивали её стиль интервью с Орианой Фаллачи. В коммунистической Польше книга «Они», распространялась только в виде самиздата. В 1986 году Тереса Тораньская получила Премию солидарности сотрудников издательств за лучшую книгу польского автора, изданную в самиздате. В 2000 году книга «Они» была отмечена Премией польского ПЕН-клуба им. Ксаверия Прушиньского.
В 1994 году вышла вторая книга Тересы Тораньской «Мы», в которую вошли интервью с Лешеком Бальцеровичем, Яном Кшиштофом Белецким, Ярославом Качиньским, Виктором Кулерским, Яцеком Меркелем, Яном Рулевским и Петром Щепаником.
В 2000—2011 годах Тереса Тораньская работала в газете «Duży Format», репортерском приложении к «Газете Выборчей». С марта 2012 года и до конца жизни публиковалась в еженедельнике «Newsweek Polska». Она также была автором ток-шоу «Teraz Wy» на TVP2 и серии телевизионных интервью с коммунистическими активистами.
В 2006 году вышел её очередной сборник интервью «Бывшие». Собеседниками Тересы Тораньской были Войцех Ярузельский, Ежи Урбан, Юзеф Тейхма и Казимеж Конкол. В следующую книгу «Они есть» (2007) вошли интервью с Евой Лентовской, Вандой Вилкомирской, Михалом Гловиньским, Яном Новак-Езёраньским, Эдмундом Внук-Липиньским. Вышедшая в 2008 году книга «Мы есть. Расставания '68» рассказывает о судьбе эмигрантов, покинувших Польшу после политического кризиса 1968 года. В книгу 2010 года «Смерть опаздывает на минуту» о Холокосте в Польше вошли три интервью с Михалом Бристигером, Михалом Гловиньским и Адамом Даниэлем Ротфельдом.
До конца жизни Тереса Тораньская работала над книгой о катастрофе под Смоленском в апреле 2010 года. Эта неоконченная книга была опубликована уже после её смерти, в сентябре 2013 года. В книгу вошли интервью с Ежи Баром, Адамом Беляном, Иоахимом Брудзиньским, Анной и Брониславом Коморовскими, Эвой Копач, Лонгиной Путкой, Эвой Коморовской, Хенриком Самсоновичем, Боженой Микке и Михалом Каминьским.

## Болезнь и смерть
В 2011 году у Тересы Тораньской был диагностирован рак лёгких. После курса химиотерапии рак был в основном разрушен, но в декабре 2012 года состояние её здоровья резко ухудшилось. Тереса Тораньская умерла в Варшаве 2 января 2013 года. Похоронена на кладбище Воинские Повонзки.

## Награды
- 2001 — Офицерский крест Ордена Возрождения Польши
- 2013 — Командорский крест Ордена Возрождения Польши